# Sweet Dreams (Are Made of This) (альбом)
Sweet Dreams (Are Made of This) — второй студийный альбом британского поп-дуэта Eurythmics, выпущенный 4 января 1983 года на лейбле RCA Records. Помимо заглавного трека, который в том же году занял второе место в британском чарте синглов и первое место в американском чарте Billboard Hot 100, в альбом также вошли синглы «This Is the House», «The Walk» и «Love Is a Stranger».

## Предыстория и выпуск

### Запись и производство
Альбом был сделан Eurythmics в основном в двух местах: в небольшой проектной студии на чердаке старого склада в районе Chalk Farm, что на севере Лондона, где дуэт провел семь месяцев, живя и работая там же, и в небольшой комнате в Church Studios, что в Лондоне. Альбом в основном был записан на 8-дорожечный магнитофон, за исключением трех песен: «The Walk» был перенесен на 16-дорожечный магнитофон друга, а «Somebody Told Me» и «Wrap It Up» были записаны на 24-дорожечный. (используя только половину треков), пока строилась церковная студия. Что касается оборудования, у группы было : базовая установка для записи, состоящая из 8-дорожечного Tascam 80-8, микшера Soundcraft Series 2, два микрофона Beyerdynamic M201 TG, Roland Space Echo, компрессора Furman, блок шумоподавления BEL Electronics, и пружинный ревербератор Klark Teknik DN50. Инструменты, которые они использовали, были в основном — синтезатор Roland SH-09 (позже заявлено что — SH-101), секвенсором CSQ-100, слайд-гитарой Gretsch, драм-компьютером Movement, Roland Juno-6 и заимствованным Oberheim, синтезатор (по словам Стюарта — модель OB-X). В конечном итоге, запись обошлась в около 5000 фунтов стерлингов из-за затрат на оборудование.

### Выпуск и популярность
После полутора лет первоначальной коммерческой неудачи Eurythmics этот альбом стал прорывом для дуэта по обе стороны Атлантики. Заглавный трек стал особенно популярным и остается одной из самых узнаваемых песен Eurythmics. Музыкальное видео, к нему было популярно на MTV в Соединённых Штатах, и запомнилось зрителям андрогинным образом Энни Леннокс . На волне этого успеха сингл «Love Is a Stranger», ранее провалившийся, был переиздан и также стал хитом. В видео к этому синглу Леннокс, также заигрывает с темой гендера .
Альбом был переиздан в 2005 году со всем студийным каталогом Eurythmics, за исключением альбома 1984 (For the Love of Big Brother), права на который принадлежат Virgin Records . Записи были ремастированы, и к каждому из восьми альбомов добавлено несколько бонус-треков. В этом выпуске Sweet Dreams (Are Made of This) получили шесть бонус-треков.
Группа также выпустила одноимённый видеоальбом (реж. Дерек Бербидж) с концертными выступлениями, рекламными роликами и повествовательной анимацией, посвященной синглам дуэта «Sweet Dreams (Are Made of This)», «Love Is a Stranger». Был переиздан на DVD в 1998 году.

### Релизы альбома
Ранние австралийские, немецкие и американские компакт-диски (напечатанные в Японии) и переиздание этого альбома 2005 года содержат немного более длинную версию «This City Never Sleeps»..
В течение 1982 года Eurythmics записали много треков, которые в конечном итоге стали би-сайдами синглов или альтернативными версиями других песен. Такие треки, как «Step on the Beast», «Invisible Hands», «Dr. Trash» или альтернативные версии «The Walk» ещё не выпущены на компакт-дисках, и какие-либо будущие планы по переизданию в настоящее время неизвестны. . Однако эти треки теперь можно теперь найти на YouTube .

## Критический прием
| Оценки критиков               | Оценки критиков |
| Источник                      | Оценка          |
| ----------------------------- | --------------- |
| AllMusic                      | [ 5 ]           |
| Christgau's Record Guide      | B               |
| PopMatters                    | 9/10            |
| Record Collector              | [ 8 ]           |
| Rolling Stone                 | [ 9 ]           |
| The Rolling Stone Album Guide | [ 10 ]          |
| Slant Magazine                | [ 11 ]          |
| Smash Hits                    | 6/10            |
| Spin Alternative Record Guide | 8/10            |
| Uncut                         | [ 14 ]          |

Sweet Dreams (Are Made of This) был включен в книгу «1001 альбом, который вы должны услышать, прежде чем умереть» .

## Треклист
Слова и музыка всех песен — Энни Леннокс и Дэвида Стюарта, кроме "Wrap It Up", авторства Исака Хайеза с Дэвидом Портером, и "Satellite of Love" Лу Рида.
| №                   | Название                          | Длительность |
| ------------------- | --------------------------------- | ------------ |
| 1.                  | «Love Is a Stranger»              | 3:43         |
| 2.                  | «I've Got an Angel»               | 2:44         |
| 3.                  | «Wrap It Up»                      | 3:33         |
| 4.                  | «I Could Give You (A Mirror)»     | 3:51         |
| 5.                  | «The Walk»                        | 4:40         |
| 6.                  | «Sweet Dreams (Are Made of This)» | 3:36         |
| 7.                  | «Jennifer»                        | 5:05         |
| 8.                  | «This Is the House»               | 5:00         |
| 9.                  | «Somebody Told Me»                | 3:29         |
| 10.                 | «This City Never Sleeps»          | 6:40         |
| Общая длительность: | Общая длительность:               | 42:21        |

| №                   | Название                                      | Длительность |
| ------------------- | --------------------------------------------- | ------------ |
| 11.                 | «Home Is Where the Heart Is»                  | 3:01         |
| 12.                 | «Monkey Monkey»                               | 5:19         |
| 13.                 | «Baby's Gone Blue»                            | 4:17         |
| 14.                 | «Sweet Dreams (Are Made of This)» (Hot Remix) | 5:19         |
| 15.                 | «Love Is a Stranger» (Coldcut Remix)          | 7:17         |
| 16.                 | «Satellite of Love»                           | 4:36         |
| Общая длительность: | Общая длительность:                           | 72:10        |

## Участники записи
Список взят из примечаний к релизу .
- Дэвид А. Стюарт — продюсирование (все песни) ; инжиниринг
- Адам Уильямс — постановка (песни 1, 2, 5, 8) ; инжиниринг
- Роберт Крэш — продюсирование (песни 3, 4, 9) ; инжиниринг
- Крис Эшбрук — кадры из видео
- Льюис Зиолек — фотография на обложке
- Лоуренс Стивенс — дизайн
- Грин Гартсайд — гостевой вокал (песня 3)

## Чарты
| Chart (1983—2022)                      | Peak position |
| -------------------------------------- | ------------- |
| Australian Albums (Kent Music Report)  | 5             |
| Канада (RPM Top Albums/CDs)            | 6             |
| Нидерланды (Album Top 100)             | 11            |
| Германия (Offizielle Top 100)          | 6             |
| Greek Albums (IFPI Greece)             | 66            |
| Japanese Albums (Oricon)               | 77            |
| Новая Зеландия (RMNZ)                  | 2             |
| Швеция (Sverigetopplistan)             | 14            |
| Великобритания (UK Albums Chart)       | 3             |
| США (Billboard 200)                    | 15            |
| US Rock Albums (Billboard)             | 18            |
| США (Billboard Top R&B/Hip-Hop Albums) | 36            |

| Chart (1983)                          | Position |
| ------------------------------------- | -------- |
| Australian Albums (Kent Music Report) | 19       |
| Canada Top Albums/CDs (RPM)           | 17       |
| Dutch Albums (Album Top 100)          | 33       |
| German Albums (Offizielle Top 100)    | 34       |
| New Zealand Albums (RMNZ)             | 4        |
| UK Albums (Gallup)                    | 15       |
| US Billboard 200                      | 72       |

| Chart (1984)     | Position |
| ---------------- | -------- |
| US Billboard 200 | 72       |

## Сертификаты
| Регион                                                      | Сертификация  | Продажи  |
| ----------------------------------------------------------- | ------------- | -------- |
| Канада (Music Canada)                                       | 2× Платиновый | 200 000^ |
| Германия (BVMI)                                             | Золотой       | 250 000^ |
| Великобритания (BPI)                                        | Платиновый    | 300 000^ |
| США (RIAA)                                                  | Золотой       | 500 000^ |
| ^ Данные о тиражах приведены только на основе сертификации. |               |          |